# Carmen Guzman
Pour les articles homonymes, voir Guzman.
Carmen Guzman, née le 16 juillet 1985 à New York, est une joueuse américano-dominicaine de basket-ball.

## Biographie
Elle joue en NCAA pour les Blazers de l'Université de l'Alabama à Birmingham. Non draftée, elle joue une saison en Turquie, avant de rejoindre des championnats peu côtés. À la suite d'une saison à Ružomberok en Slovaquie, elle rejoint le club français de Basket Landes.
Neuvième meilleure scoreuse et septième meilleure passeuse de LFB avec une moyenne de 13,7 points, 3,9 rebonds et 3,7 passes décisives par match en 2012-2013, elle prolonge son contrat à Basket Landes d'un an. Après quatre années de bonne facture dans les Landes (11 points, 3,5 passes décisives et 3,2 rebonds en 2015-2016), elle rejoint Lyon alors que Céline Dumerc signe dans le Sud-Ouest.

## Clubs
| Saisons     | Équipe                      | Pays                   |
| 2003-2007   | Blazers de l'Alabama (NCAA) | États-Unis             |
| 2007-2008   | Adana                       | Turquie                |
| 2009 - 2010 | Leipzig                     | Allemagne              |
| 2009 - 2010 | Halle                       | Allemagne              |
| Eté 2010    | San Lazaro                  | République dominicaine |
| Eté 2010    | Valencianas de Juncos       | Porto Rico             |
| 2010- 2011  | Inpek                       | Slovaquie              |
| 2011-2012   | MBK Ružomberok              | Slovaquie              |
| 2012-2016   | Basket Landes               | France                 |
| 2016-       | Lyon Basket féminin         | France                 |